# Eddie (Iron Maiden)

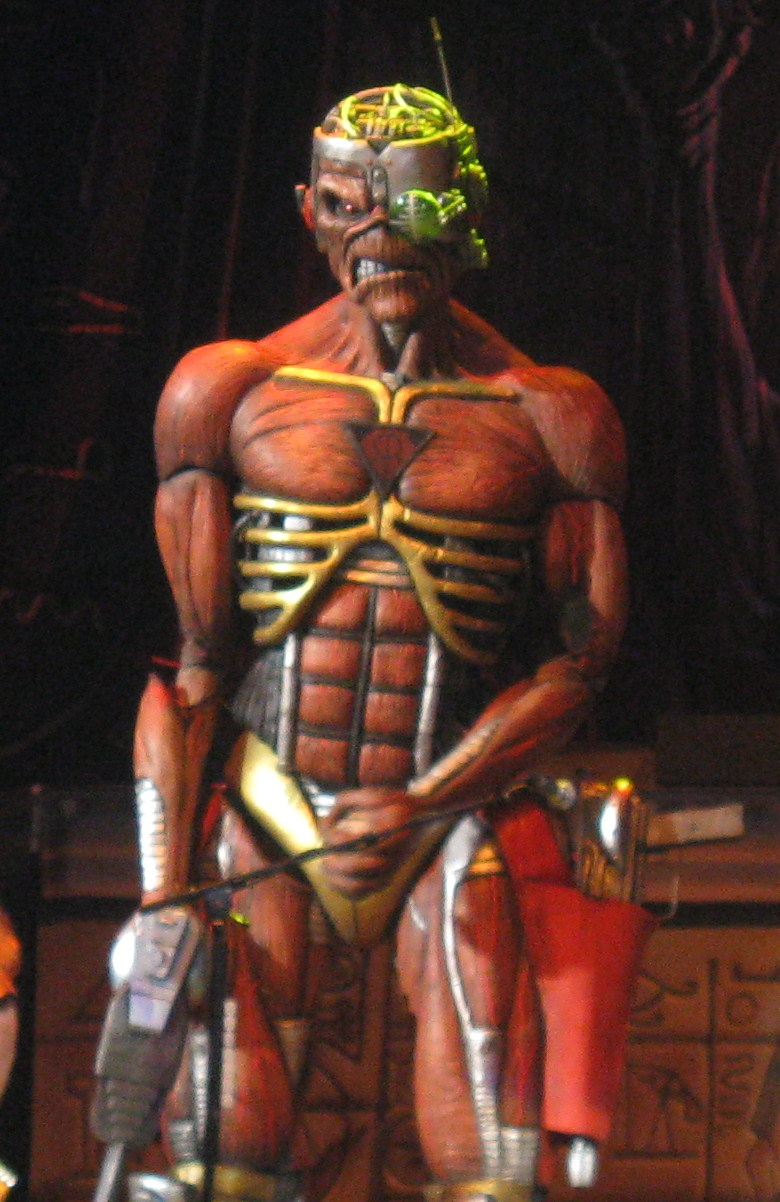
Eddie w czasie trasy koncertowej Somewhere Back in Time World Tour. Wygląd inspirowany okładką płyty Somewhere in Time

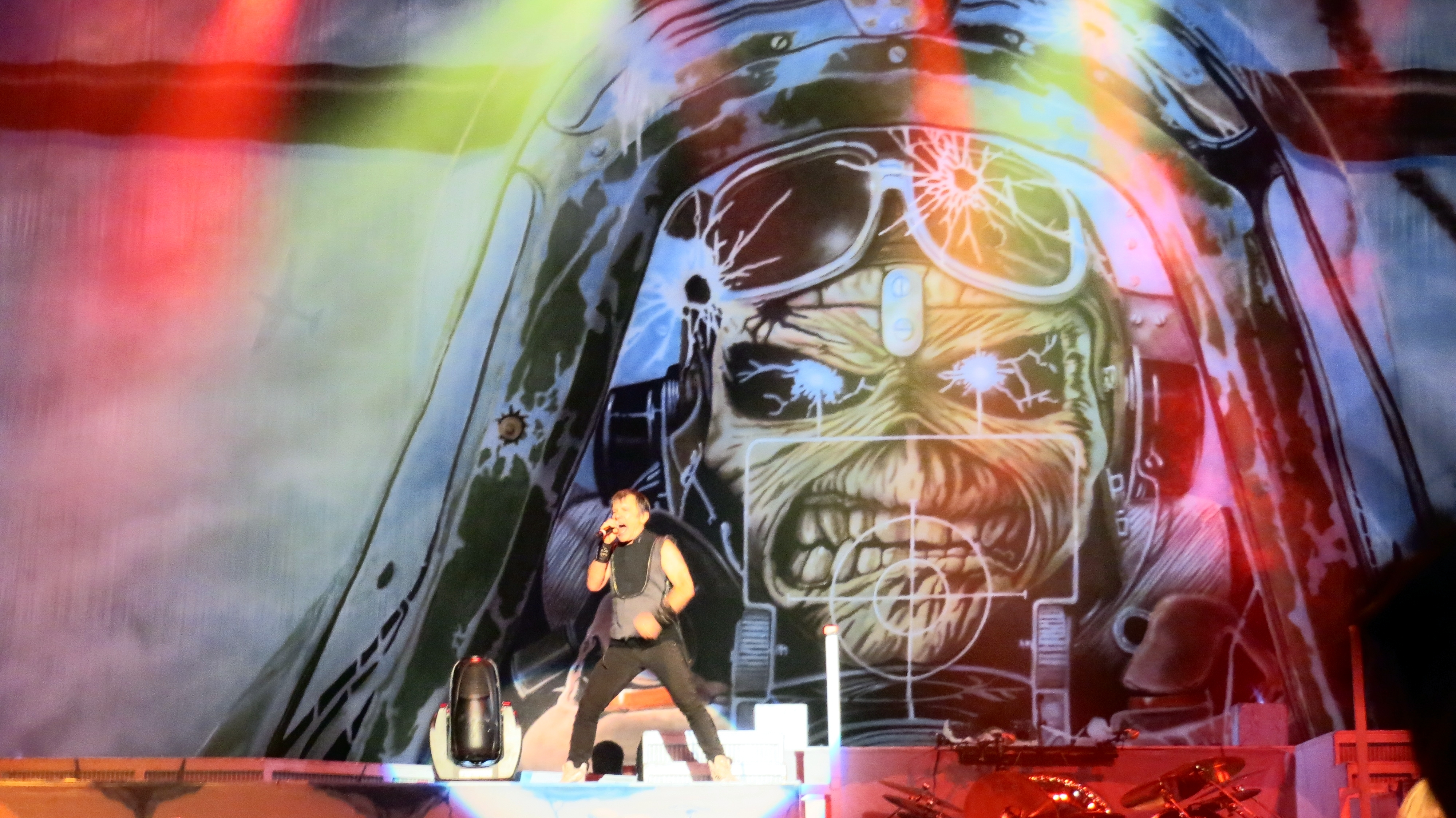
Eddie jako pilot znany z okładki singla Aces High

Eddie lub Eddie the Head – maskotka brytyjskiego zespołu heavymetalowego Iron Maiden zaprojektowana przez Dereka Riggsa. Pierwszy raz pojawił się 8 lutego 1980 na okładce pierwszego singla Running Free, gdzie stoi z tyłu, a jego twarz jest zacieniona. Eddie, w różnych postaciach, pojawiał się na prawie wszystkich okładkach albumów i singli Iron Maiden.

## Oblicza Eddiego

### Albumy
- Iron Maiden
- Killers – Eddie z zakrwawioną siekierą w chwilę po zabójstwie
- The Number of the Beast – Eddie tworzy bestię
- Piece of Mind – Eddie w kaftanie bezpieczeństwa
- Powerslave – faraon
- Live After Death – Eddie wychodzi z grobu
- Somewhere in Time – cyborg
- Seventh Son of a Seventh Son – postać przedstawiona od żeber w górę, głowa płonie, w ręku trzyma własne wnętrzności, wewnątrz których znajduje się niemowlę
- No Prayer for the Dying – kolejna okładka prezentująca wyjście Eddiego z grobu
- Fear of the Dark – potwór wyrastający z drzewa
- A Real Live One – postać przerywająca kable
- A Real Dead One – DJ radiowy
- Live at Donington – skrzydlata bestia
- Maiden England – postać na motocyklu
- The X Factor – istota torturowana, bądź przechodząca wiwisekcję
- Best of the Beast – wiele postaci
- Virtual XI – stworzenie z wirtualnego świata
- Ed Hunter – postać z gry komputerowej
- Brave New World – twarz uformowana z chmur
- Rock in Rio – twarz uformowana z chmur
- Edward the Great – monarcha
- BBC Archives – gigantyczny stwór niszczący siedzibę BBC
- Beast Over Hammersmith – zdobywca planety
- Best of the 'B' Sides – kierowca autobusu
- Dance of Death – kosiarz
- Death on the Road – kosiarz na wozie
- A Matter of Life and Death – żołnierz na czołgu, w mundurze żołnierza z XX wieku, w ręku trzyma karabin maszynowy; symbol na czołgu
- The Final Frontier – kosmita
- The Book Of Souls – południowoamerykański Indianin
- Senjutsu - samuraj

### Single
- „Running Free” – postać, przed którą ucieka młody mężczyzna
- „Sanctuary” – z nożem nad zwłokami Margaret Thatcher
- „Women in Uniform” – z dwoma dziewczynami; w pobliżu czai się uzbrojona Margaret Thatcher
- „Twilight Zone” – zjawa odbita w lustrze
- „Purgatory” – na wpół z twarzą diabła
- „Run to the Hills” – walczący z diabłem
- „The Number of the Beast” – z głową diabła w ręku
- „Flight of Icarus” – w przestworzach z miotaczem ognia
- „The Trooper” – Eddie w mundurze angielskiego żołnierza z XIX wieku, w prawym ręku trzyma flagę Wielkiej Brytanii, a w lewym zakrwawioną szablę
- „2 Minutes to Midnight” – z karabinem na tle grzyba atomowego
- „Aces High” – pilot Spitfire’a
- „Run to the Hills (live)” – futurystyczna postać
- „Wasted Years” – twarz Eddiego w ekranie komputera
- „Stranger in a Strange Land” – cyborg w czerwonym płaszczu i kapeluszu
- „Can I Play with Madness” – ręka rozrywająca głowę Eddiego
- „The Evil That Men Do” – głowa wyłaniająca się z płomieni i dymu, w ustach człowiek za kratami, na czubku głowy siedzi diabeł z cyrografem
- „The Clairvoyant” – płonąca głowa o czterech twarzach, z oczu wydobywają się wyładowania elektryczne oraz promień lasera, nad głową dodatkowe dwoje oczu
- „Infinite Dreams” – na motocyklu
- „Holy Smoke” – nad stosem płonących telewizorów
- „Bring Your Daughter… to the Slaughter” – z atrakcyjną dziewczyną
- „Be Quick or Be Dead” – podczas duszenia biznesmena
- „Fear of the Dark” – jako basista
- „Hallowed Be Thy Name” – Eddie jako diabeł przebijający trójzębem Bruce’a Dickinsona
- „Man on the Edge” – z odciętą częścią czaszki
- „Lord of the Flies” – na krześle elektrycznym
- „Virus”
  - cz. 1 – twarz uformowana z sieci
  - cz. 2 – rozmyta twarz
  - LP – twarz jako część urządzenia
- „The Angel and the Gambler”
  - cz. 1 – rzucający koścmi
  - cz. 2 – na tle kasyna
- „Futureal” – postać z gry komputerowej
- „The Wicker Man” – płonąca wiklinowa kukła
- „Out of the Silent Planet” – wielka postać w przestrzeni kosmicznej, korzystająca z kuli ziemskiej jak z kryształowej kuli
  - edycja limitowana – na konferencji prasowej
- reedycja „Run to the Hills”
  - cz. 1 – walczący z diabłem
  - cz. 2 – jako wokalista
- „Wildest Dreams” (wersja CD) – w cylindrze; z ust wyjeżdża samochód wyścigowy
- „Rainmaker” – w deszczu
- „The Reincarnation of Benjamin Breeg” – z kilofem podczas rozkopywania grobu
- „Different World” – wielka postać w przestrzeni kosmicznej, trzymająca w ręku kulę ziemską

## Okładki bez Eddiego
- Albumy
  - The Soundhouse Tapes (zdjęcie grupy podczas koncertu)
  - Live!! +one (zdjęcie grupy)
  - The Essential Iron Maiden (zdjęcie grupy)
- Single
  - „Running Free (live)” (zdjęcie grupy)
  - „From Here to Eternity” (zdjęcie grupy)
  - „Wasting Love” (kadr z wideoklipu do piosenki)
  - „Wildest Dreams” (wydanie DVD) (kadr z wideoklipu do piosenki)